# Byzantine Catholic Seminary of Ss. Cyril and Methodius

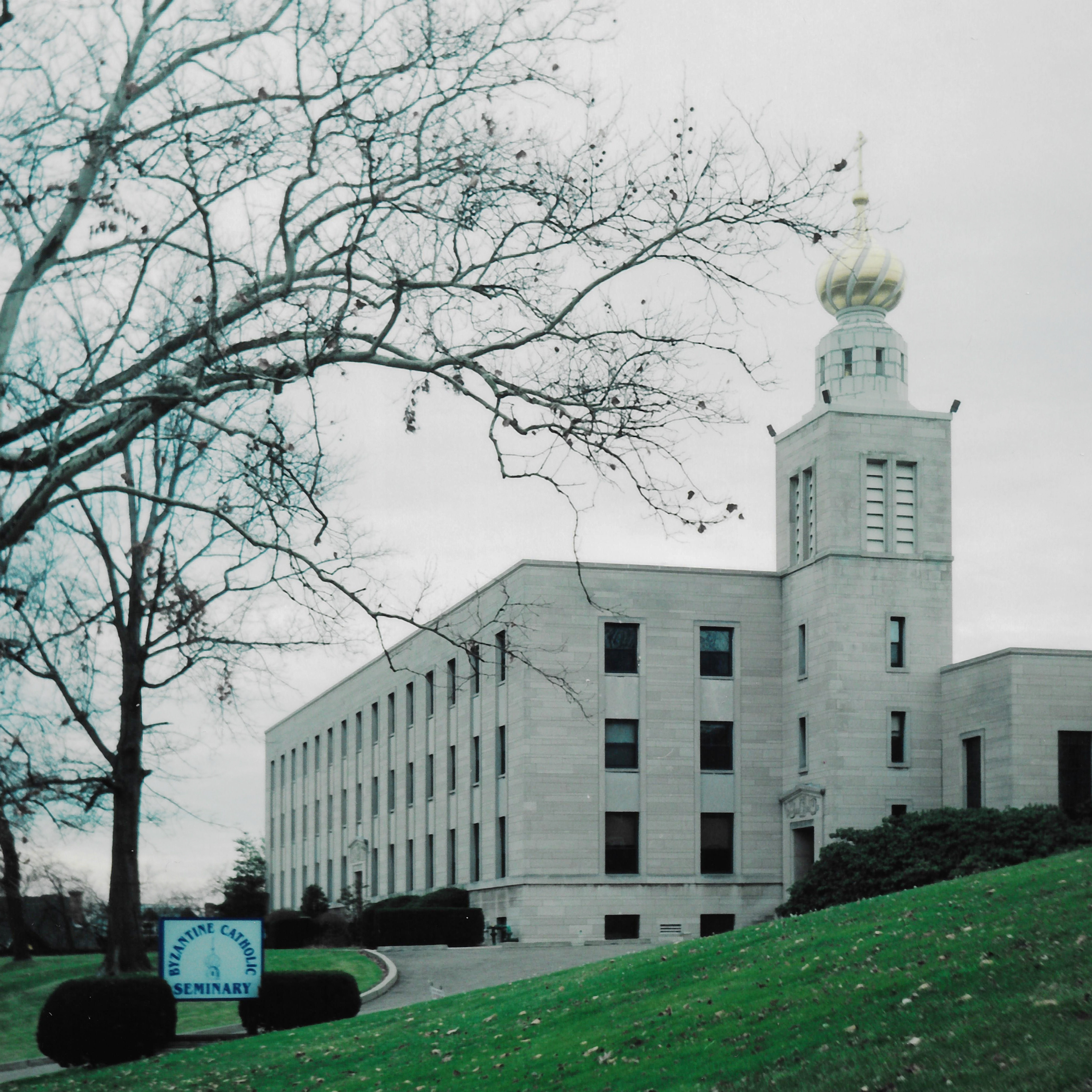
Gebäude des Seminars (2000)

Das Byzantine Catholic Seminary of Ss. Cyril and Methodius ist ein Priesterseminar für mehrere amerikanische katholische Kirchen mit byzantinischem Ritus. Es ist der Erzeparchie Pittsburgh unterstellt.
Es wurde am 28. Juni 1950 von Exarch Daniel Ivancho gegründet und ist auf einem Berg oberhalb von Pittsburgh gelegen. In den 1970er Jahren wurden von Christine Dochwat Ikonen für die Seminarkirche gemalt.
Nach einer zweijährigen Phase ohne Studenten wurde das Seminar von Erzbischof Stephen Kocisko wiedereröffnet.